# Anything (singel Blue System)
Anything – singel zapowiadający album Here I Am niemieckiego zespołu Blue System. Został wydany 10 listopada 1997 przez wytwórnię Hansa International.

## Lista utworów
CD (Hansa 74321-41863-2) (BMG) 10.11.1997
| Nr | Tytuł          | Długość |
| -- | -------------- | ------- |
| 1. | Anything       | 3:42    |
| 2. | You Are Lyin’  | 3:47    |
| 3. | Baby Belive Me | 3:39    |

## Lista przebojów (1997)
| Państwo | Najwyższe miejsce |
| ------- | ----------------- |
| Niemcy  | 79                |

## Autorzy
- Muzyka: Dieter Bohlen
- Autor Tekstów: Dieter Bohlen
- Wokalista: Dieter Bohlen
- Producent: Dieter Bohlen
- Aranżacja: Dieter Bohlen